# Батяев, Семён Фёдорович
Семён Фёдорович Батяев (15 сентября 1923, Новые Турдаки, Пензенская губерния — 1961, там же) — председатель колхоза «Победа» (1948—1951), депутат Верховного Совета СССР (1954—1961).

## Биография
Родился в 1923 году в Новых Турдаках.
С 1940 года, окончив с отличием Ново-Турдаковскую семилетнюю школу, учился в Чкаловском военно-пехотном училище (Оренбургская область).
Член ВКП(б).
С июня по август 1942 года воевал на Калининском фронте, был ранен. После лечения в госпитале в Саранске в марте 1945 года воевал в Восточной Пруссии (4-й запасной артиллерийский полк 2-го Белорусского фронта).
С 1946 года работал инструктором военного обучения райсовета ОСОАВИАХИМа в Кочкурово, секретарём Ново-Турдаковского сельсовета; вступил в ВКП(б). С 1948 года — председатель колхоза «Победа», в 1951—1957 — председатель укрупнённой сельхозартели «Победа» в новых Турдаках.
Был избран:
- депутатом (от Мордовской АССР) Совета Национальностей Верховного Совета СССР 4-го (1954—1958)[3] и 5-го (1958—1961)[4] созывов;
- депутатом Кочкуровского районного Совета;
- членом Мордовского обкома КПСС (с 1954 года);
- членом бюро Кочкуровского райкома КПСС (с 1956)[1].

Умер в 1961 году в Новых Турдаках.

### Семья
Жена — Мария Алексеевна;
- три сына, две дочери:[1]
- Батяев Николай Семенович, 1946г.
- Батяев Иван Семенович
- Батяева Надежда Семеновна
- Батяева Валентина Семеновна
- Батяев Александр Семенович

## Награды
- Орден Славы 3 степени (6.8.1946)[2]